# Wspólnota administracyjna Hesselberg
Wspólnota administracyjna Hesselberg – wspólnota administracyjna (niem. Verwaltungsgemeinschaft) w Niemczech, w kraju związkowym Bawaria, w rejencji Środkowa Frankonia, w regionie Westmittelfranken, w powiecie Ansbach. Siedziba wspólnoty znajduje się w miejscowości Ehingen, a przewodniczącym jej jest Robert Höhenberger.
Wspólnota administracyjna zrzesza pięć gmin wiejskich (Gemeinde): 
- Ehingen, 1 958 mieszkańców, 47,63 km²
- Gerolfingen, 978 mieszkańców, 12,59 km²
- Röckingen, 725 mieszkańców, 10,91 km²
- Unterschwaningen, 876 mieszkańców, 18,57 km²
- Wittelshofen, 1 252 mieszkańców, 24,23 km²